# Шабанов, Яков Фёдорович
Яков Фёдорович Шабанов (6 ноября 1904 года, деревня Дедково, ныне Костромской район, Костромская область — 19 мая 1956 года, Москва) — советский военный деятель, полковник (1943 год).

## Начальная биография
Яков Фёдорович Шабанов родился 6 ноября 1904 года в деревне Дедково ныне Костромского района Костромской области.

## Военная служба

### Довоенное время
В октябре 1935 года был призван в ряды РККА по партийной мобилизации ГПУ и назначен на должность помощника военкома 40-го стрелкового полка (14-я стрелковая дивизия, Московский военный округ), в феврале 1936 года — на должность военкома отдельного танкового батальона этой же дивизии, а в августе 1937 года — на должность военкома 176-го зенитно-артиллерийского полка.
С октября по декабрь 1937 года проходил обучение на трёхмесячных курсах усовершенствования политического состава при Военно-политическом училище имени В. И. Ленина, а в апреле 1940 года был направлен на учёбу на шестимесячные курсы усовершенствования политического состава при Артиллерийской академии имени Ф. Э. Дзержинского, после окончания которых в декабре 1940 года был назначен на должность заместителя командира по политической части 27-го зенитно-артиллерийского дивизиона (19-й стрелковый корпус, Ленинградский военный округ).

### Великая Отечественная война
С началом войны Шабанов находился на прежней должности на Северном фронте, который в августе 1941 года был преобразован в Ленинградский.
В декабре Шабанов был назначен на должность старшего инструктора по пропаганде при политическом отделе 23-й армии, в апреле 1942 года — на должность начальника политического отдела тыловых частей и учреждений при этой же армии, а в августе — на должность военкома Управления начальника артиллерии армии. 23-я армия вела оборонительные боевые действия на Карельском перешейке, а затем северо-западнее Ленинграда.
В феврале 1943 года был назначен на должность начальника политического отдела и заместителя командира по политической части 28-й артиллерийской дивизии, в июле — на эту же должность в 23-й артиллерийской дивизии, а в сентябре — на должность начальника политического отдела и заместителя командира по политической части Ленинградского контрбатарейного артиллерийского корпуса, который в январе 1944 года был преобразован в 3-й артиллерийский корпус прорыва, который принимал участие в боевых действиях во время Ленинградско-Новгородской и Выборгско-Петрозаводской наступательных операций. Осенью 1944 года управление корпуса находилось в резерве Ленинградского фронта. С 30 октября по 3 ноября 1944 года Яков Фёдорович Шабанов временно исполнял должность командира корпуса. В январе 1945 года управление корпуса было передано 2-му Белорусскому фронту, после чего в состав корпуса были включены новые части. Вскоре 3-й артиллерийский корпус прорыва принимал участие в боевых действиях во время Восточно-Прусской, Восточно-Померанской и Берлинской наступательных операций.

### Послевоенная карьера
После окончания войны Шабанов находился на прежней должности в составе Ленинградского военного округа.
В декабре 1947 года был направлен на учёбу на курсы переподготовки политического состава при Военно-политической академии имени В. И. Ленина, после окончания которых в феврале 1949 года был назначен на должность начальника политического отдела и заместитель по политической части 9-го артиллерийского корпуса, в январе 1954 года — на должность заместителя по политической части управления боеприпасов артиллерии Главного артиллерийского управления Советской Армии.
Полковник Яков Фёдорович Шабанов в августе 1955 года вышел в запас. Умер 19 мая 1956 года в Москве.

## Награды
- Орден Ленина;
- Три ордена Красного Знамени;
- Орден Отечественной войны 1 степени;
- Орден Красной Звезды;
- Медали;
- Иностранные награды.